# Chris Beier
Chris Beier (* 5. Mai 1953 in Trier) ist ein deutscher Jazzmusiker (Pianist und Komponist) und Hochschullehrer. 

## Leben
Beier erhielt in frühen Jahren klassischen Klavierunterricht und interessierte sich bald besonders für Jazzmusik und Blues. Nach dem Abitur folgten Studien der Musikwissenschaft, Amerikanistik und Soziologie in Regensburg. In den 1970er Jahren arbeitete er Toto Blanke, Albert Mangelsdorff und Aladár Pege. Zwischen 1979 und 1985 war er als musikalischer Direktor beim Staatstheater Nürnberg tätig, für das er auch 1997 das Musical Black Rider von Robert Wilson, Tom Waits und William S. Burroughs und anschließend weitere Stücke zur Aufführung brachte. Neben Arbeiten für Hörfunk und Fernsehen verfasste er auch, angelehnt an Alban Bergs Violinkonzert seine Komposition „Angel Memory“; für das großformatige Overtone Orchestra schrieb er die abendfüllende Kompositionen Ragas & Sagas (einen Tribut an John Coltrane) und Winds of Akasha. 
Tonträger hat er solo, im Duo mit Leszek Zadlo und mit dem Overtone Trio (dem Rainer Glas und Rudi Roth bzw. Joe Nay angehörten) veröffentlicht. 
Seit dem Auftreten einer fokalen Dystonie im Jahr 2001 hat sich Chris Beier vom aktiven Konzertleben zurückgezogen. Beier wirkte als Dozent bei den Erlanger Jazz-Workshops und ist seit 1987 Leiter der Jazz-Abteilung an der Hochschule für Musik Würzburg. Er unterrichtet die Fächer Jazzharmonik, -komposition, Gehörbildung, digitale Musikproduktion und Unterrichtspraxis.
Beier war zunächst stark von McCoy Tyner beeinflusst, hat aber Elemente der Jazztradition und der Avantgarde, sowie Kompositionsprinzipien von Paul Hindemith und George Russell zu einer eigenständigen Synthese geführt.